# Comuna Cecelnîk, Dunaiivți
Cecelnîk (în ucraineană Чечельник) este o comună în raionul Dunaiivți, regiunea Hmelnîțkîi, Ucraina, formată din satele Cecelnîk (reședința) și Slobidka-Balînska.

## Demografie
Componența lingvistică a comunei Cecelnîk
     Ucraineană (99,17%)
     Alte limbi (0,83%)
Conform recensământului din 2001, majoritatea populației comunei Cecelnîk era vorbitoare de ucraineană (99,17%), existând în minoritate și vorbitori de alte limbi.